# 比利亚韦萨德拉瓜
比利亚韦萨德拉瓜，是西班牙卡斯蒂利亚-莱昂萨莫拉省的一个市镇。 总面积26平方公里，总人口218人（2015年），人口密度8人/平方公里。